# تلنزپین
تلنزپین (انگلیسی: Telenzepine) یک تینو بنزودیازپین است که به عنوان آنتی موسکارینی M1 انتخابی عمل می‌کند. این دارو در درمان زخم معده استفاده می‌شود. تلنزپین آتروپیزومر است، به عبارت دیگر این مولکول دارای یک محور C-N استریوژنیک است. در محلول آبی خنثی، نیمه عمری را برای راسمی شدن حدود ۱۰۰۰ سال نشان می دهد. انانتیومرها حل شده‌اند. این فعالیت مربوط به ایزومر (+) است که حدود ۵۰۰ برابر بیشتر از ایزومر (-) در گیرنده‌های موسکارینی در قشر مغز موش فعال است.

## همچنین ببینید
- پیرنزپین